# Asyneuma rigidum
Asyneuma rigidum är en klockväxtart som först beskrevs av Carl Ludwig von Willdenow, och fick sitt nu gällande namn av Aleksandr Alfonsovitj Grossgejm. Asyneuma rigidum ingår i släktet Asyneuma och familjen klockväxter.

## Underarter
Arten delas in i följande underarter:
- A. r. aurasiacum
- A. r. graminifolium
- A. r. rigidum
- A. r. sibthorpianum
- A. r. sinai